# Szymon Jasiński
Szymon Jasiński (ur. 22 września 1976 w Lublinie) – polski pilot rajdowy.

## Życiorys
Od najmłodszych lat interesował się motoryzacją, a w szczególności rajdami samochodowymi. W latach 1998–2000 startował w KJS-ach celem zdobycia licencji rajdowej. W roku 2002 zadebiutował podczas Rajdu Ziemi Lubelskiej Mobil Oil w samochodzie Fiat Cinquecento zgłoszonym w klasie N0 z Dariuszem Żyhalukiem. W swoim debiucie zajął 1. miejsce w swojej klasie i 24. miejsce w klasyfikacji generalnej Pucharu PZM.
Rok później w nowym zespole Bio-Active Rally Team z Piotrem Masiczem zaliczył pełny sezon W Rajdowym Pucharze PZM startując Volkswagenem Golfem II.
Po sezonie 2004 zawiesił regularne starty aż do roku 2015, w którym to pojawił się u boku Mariusza Steca w cyklu Rajdowych Samochodowych Mistrzostw Polski.
Od połowy sezonu 2015 wystartował z wieloletnim przyjacielem – debiutującym w RSMP Huberta Maja pilotując go we wszystkich rundach RSMP w samochodzie Mitsubishi Lancer EVO 5
W sezonie 2017 startował wraz z Hubertem w nowo powstałym Ursus Rally Team. Rajdową bronią załogi Maj/Jasiński jest zbudowana w Urzędowie przez Wiesława Steca profesjonalna rajdówka – Ford Fiesta Proto. W pierwszej eliminacji RSMP 2017 – Rajdzie Świdnickim Krause załoga Ursus Rally Team zajęła 1. miejsce w klasie OPEN N. Podczas Rajdu Rzeszowskiego, załoga uległa wypadkowi na odcinku specjalnym numer 8 (Wysoka). Ostatecznie załoga Hubert Maj - Szymon Jasiński w sezonie 2017 zajęła drugie miejsce w klasie OPEN N zdobywając tym samym tytuł Wicemistrzów Polski w swojej klasie.

## Życie prywatne
Prywatnie jest przedsiębiorcą działającym w rodzimym Lublinie. Ma córkę Oliwię.

## Kariera rajdowa

### Sezon 2002
- Rajd Ziemi Lubelskiej MOBIL OIL – 1. miejsce, klasa N0

### Sezon 2003
- Rajd Ziemi Lubelskiej MOBIL OIL – 2. miejsce, klasa A7
- Rajd Mazowiecki – 1. miejsce, klasa A7
- Rajd AC Pokale – 5. miejsce, klasa A7
- Rajd Bałtyku – 2. miejsce, klasa A7
- Rajd Śnieżki – 2. miejsce, klasa A7
- Rajd Cieszyńska Barbórka – 3. miejsce, klasa A7

### Sezon 2004
- Rajd Ziemi Lubelskiej MOBIL OIL – 3. miejsce, klasa A7
- Rajd Mazowiecki – 5. miejsce, klasa A7
- Rajd Cieszyńska Barbórka – 3. miejsce, klasa A7

### SEZON 2015
- Rajd Kaszub Gdańsk Baltic Cup – 2. miejsce, klasa OPEN N
- Rajd Rzeszowski – 2. miejsce, klasa OPEN N
- Rajd Nadwiślański – 1. miejsce, klasa HR2
- Rajd Arłamów – 1. miejsce, klasa HR2
- Rajd Barbórka – 23. miejsce, klasa 3

### SEZON 2016
- Rajd Świdnicki Krause – 1. miejsce, klasa HR2
- Rajd Rzeszowski – awaria
- Rajd Nadwiślański – 7. miejsce, klasa OPEN N
- Rajd Arłamów – 4. miejsce, klasa OPEN N
- Rajd Barbórka – 22. miejsce, klasa 3

### SEZON 2017
- Rajd Świdnicki Krause – 1. miejsce, klasa OPEN N
- Rajd Gdańsk Baltic Cup - 3. miejsce, klasa OPEN N
- Rajd Rzeszowski - WYPADEK
- Rajd Dolnośląski  - 5. miejsce, klasa OPEN N
- Rajd Nadwiślański - 5. miejsce, klasa OPEN N
- Rajd Śląska - 4. miejsce, klasa OPEN N[1]
- Rajd Barbórka - 23. miejsce, klasa R1